# Дактуйский сельсовет
Дакту́йский сельсове́т — сельское поселение в Магдагачинском районе Амурской области.
Административный центр — село Дактуй.

## История
Дактуйский сельский Совет народных депутатов образован в 1940 году.
12 мая 2005 года в соответствии с Законом Амурской области № 477-ОЗ муниципальное образование наделено статусом сельского поселения.

## Население
| 2002 | 2010 | 2011 | 2012 | 2013 | 2014 | 2015 |
| ---- | ---- | ---- | ---- | ---- | ---- | ---- |
| 930  | ↘866 | ↘863 | ↘838 | ↘796 | ↘763 | ↘747 |
| 2016 | 2017 | 2018 | 2021 |      |      |      |
| ↘737 | ↘733 | ↘699 | ↘503 |      |      |      |

## Состав сельского поселения
| № | Населённый пункт | Тип населённого пункта       | Население |
| - | ---------------- | ---------------------------- | --------- |
| 1 | Апрельский       | посёлок                      | ↗43       |
| 2 | Дактуй           | село, административный центр | ↘590      |
| 3 | Пионер           | село                         | ↘30       |
| 4 | Сулус            | железнодорожная станция      | ↘31       |
| 5 | Тымерсоль        | железнодорожная станция      | →5        |